# Протописьменный период
Протопи́сьменный пери́од — период истории Древней Месопотамии, датируемый серединой 4-го — началом 3-го тысячелетия до н. э. Время формирования цивилизации Древней Месопотамии (урбанистическая революция): появления письменности, городов, древнейших монументальных построек и т. д. В археологии примерно соотносится с эпохой Урук (включая период Джемдет-Наср). Сменился раннединастическим периодом.

## Хронология и периодизация
Протописьменный период начинается с появлением первых образцов письменности в слоях V—IV b городища Варка (Урук) и отчасти соотносится с выделяемым археологами урукским периодом в широком смысле — включая период Джемдет-Наср (середина 4-го — начало 3-го тысячелетия до н. э.). Выделяется два этапа:
- I Протописьменный период — соответствует слоям V—IV городища Варка и частично совпадает с урукским периодом в узком смысле (Варка XIV—IV). Условная датировка: середина 4-го тысячелетия до н. э.
- II Протописьменный период — соответствует слою III городища Варка и совпадает с периодом Джемдет-Наср (часть урукского периода в широком смысле). Условная датировка: конец 4-го — начало 3-го тысячелетия до н. э.

Как и весь урукский период Протописьменный период соответствует части эпохи ранней бронзы в археологической периодизации.

## I Протописьменный период (урукский период)

Урукская культура: коренная территория и основные направления колонизации

Возникновение цивилизации (урбанистическая революция) в Месопотамии традиционно связывается с шумерами, археологической культурой (или периодом) Урук, началом эпохи бронзы и областью Южная Месопотамия (именуемой «колыбелью цивилизации»).
Урукская культура сформировалась на базе убейдской, которая к концу своего существования подверглась существенной трансформации (введение гончарного круга и опосредованно — колеса, стандартизация керамики, распространение нерасписной посуды, изменения в погребальном обряде, оружие в захоронениях и т. д.). В трудах начала XX века эти изменения связывались с гипотетическим приходом нового населения — шуме́ров, поиск прародины и родственных связей которых составил основное содержание особой «шумерской проблемы»; в середине XX века Дж. Оутс доказала глубокую преемственность в материальной культуре между Убейдом и Уруком. Раннее население Южной Месопотамии могло быть полиэтничным, однако древнейшие читаемые образцы письменности отражают особенности шумерского языка; по этой причине цивилизация Древней Месопотамии на ранних этапах часто именуется шумерской или Шумером.

Наступление урукской эпохи происходило на фоне дальнейшего иссушения климата, когда условия жизни в Южной Месопотамии приблизились к экстремальным. Общее число поселений сокращалось, жители деревень переселялись в протогорода. Массовый отток населения за пределы Южной Месопотамии породил феномен шумерской или урукской колонизации (экспансии); сам облик этих колоний (Хабуба-Кабира, Джебель-Аруда и др.) указывает на организованность процесса. Стремительный рост протогородов в Южной Месопотамии приводил к превращению их в древнейшие города — центры ранних территориальных общин. Крупнейшим известным поселением того времени была Эа́нна (часть будущего города Урук), где располагался крупный храмовый комплекс.

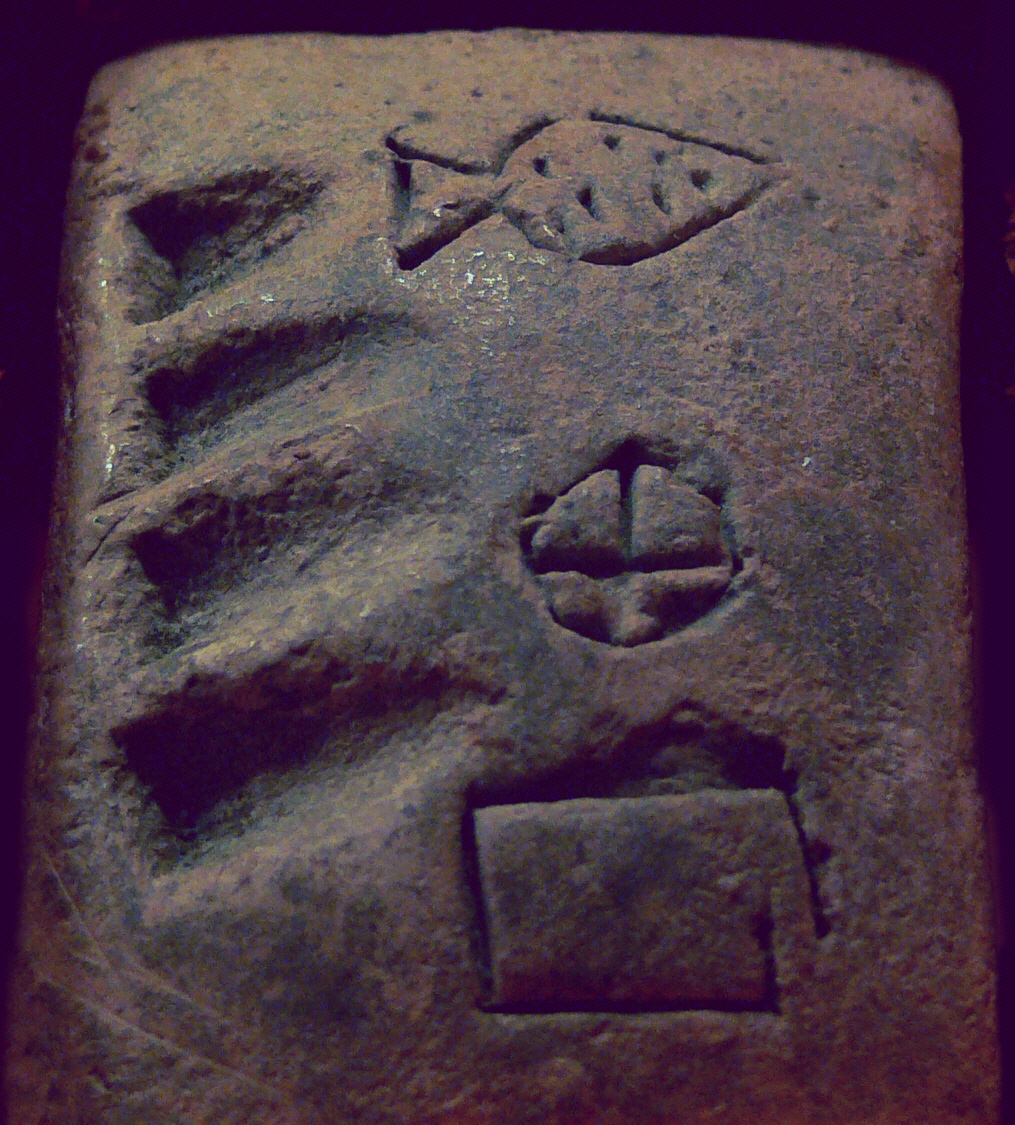
Табличка учёта из Эанны со знаками древнейшего пиктографического письма. Фаза Урук IV. Пергамский музей

Рост богатства храмов отражал укрепление позиций жречества, которое могло выполнять как культовые, так и административные функции: древнейшие известные титулы шумерских правителей часто были связаны именно со жреческой средой. С храмами также часто соотносятся находки дорогостоящих изделий, что указывает на выделение особых ремесленников, специализировавшихся на изготовлении предметов роскоши. Усложнение храмовых хозяйств требовало совершенствования систем учета; вместо архаичных печатей и токенов в Эанне впервые стали использоваться пиктограммы на глиняных табличках (IV слой Варки) — прообраз древнейшей месопотамской письменности. Эволюционировали и традиционные знаки собственности — появились первые цилиндрические печати. Помимо храмов, административные функции могли сохранять и гипотетические общинные институты (народное собрание, совет старейшин), сдерживавшие обособление правящей элиты: свидетельства последней в урукской Южной Месопотамии по-прежнему ненадёжны.
В Северной Месопотамии за пределами коренной территории Урука, соответствующая эпоха иногда выделяется в особый период Гавры. Там происходили схожие процессы социально-экономической трансформации; однако их содержание и движущие силы неясны. Местные общины не занимались ирригационным земледелием, а храмы там, вероятно, не обладали таким влиянием как на Юге. Известные древнейшие города и протогорода Севера (Телль-Брак, Тепе-Гавра и др), а также храмы и многофункциональные общественные здания с менее выраженной культовой спецификой. Сравнительное богатство местных погребений (украшения из золота и драгоценных камней) указывает на обособление местных элит, а единичные антропоморфные изображения — на выделение неких эфемерных лидеров.

## II Протописьменный период (период Джемдет-Наср)
Период Джемдет-Наср (конец 4-го — начало 3-го тысячелетия до н. э.) продолжал урбанистическую революцию в Южной Месопотамии. Дальнейшей прогресс в экономике отражался в развитии ирригационной сети, расширении межрегиональных торговых связей, совершенствовании ремесла и его стандартизации на обширной территории Юга. Доминирующей культурой Южной Месопотамии оставалась шумерская: архаические письменные источники того времени связывают с шумерским языком. Развитие храмовых хозяйств привело к появлению первых архивов табличек учёта, выполненных архаической клинописью. С храмами было связано выделение лидеров местных территориальных общин (так называемые вожди-жрецы): в рассматриваемое время появились их первые изображения. Выделение элиты сопровождалось завоевательными походами в соседние страны, прежде всего в горную страну — Элам: древнейший иероглиф, обозначавший раба трактуется как «человек гор, чужак». Возникли первые династии шумерских правителей, смутные воспоминания о которых отразились в легендах о «допотопных» царях, последовательно правивших в отдельных городах Юга. Централизация территориальных общин привела к формированию системы «номов» — будущих городов-государств Шумера. В указанное время уже могли существовать «номы» с центрами в городах: Эшнунна, Сиппар, Джемдет-Наср и Телль-Укайр (совместно), Киш, Абу-Салабих, Ниппур, Шуруппак, Урук, Ур, Адаб, Умма, Ларак, Лагаш и Акшак. К концу периода Джемдет-Наср относятся следы масштабного наводнения, воспоминания о котором частично легли в основу мифа о Потопе. Совпавшие с этим изменения в материальной культуре в начале XX века интерпретировались как свидетельства вторжения нового населения — восточных семитов (предков акка́дцев); однако обстоятельства и время появления последних в Месопотамии остаются неясными.